# Faenza Calcio 2000-2001
Questa voce raccoglie le informazioni riguardanti il Faenza Calcio nelle competizioni ufficiali della stagione 2000-2001.

## Rosa
| N. |                   | Ruolo | Calciatore         |
| -- | ----------------- | ----- | ------------------ |
|    | Italia (bandiera) | C     | Nicola Antonellini |
|    | Italia (bandiera) | D     | Andrea Bianchedi   |
|    | Italia (bandiera) | D     | Antonio Cavina     |
|    | Italia (bandiera) | D     | Daniele Chiarini   |
|    | Italia (bandiera) | C     | Samuele Conficconi |
|    | Italia (bandiera) | C     | Davide Errani      |
|    | Italia (bandiera) | A     | Marco Fontana      |
|    | Italia (bandiera) | C     | Claudio Foschi     |
|    | Italia (bandiera) | A     | William Guarnieri  |
|    | Italia (bandiera) | C     | Andrea Lagorio     |
|    | Italia (bandiera) | D     | Pier Paolo Lanati  |
|    | Italia (bandiera) | A     | Francesco Mambelli |

| N. |                   | Ruolo | Calciatore        |
| -- | ----------------- | ----- | ----------------- |
|    | Italia (bandiera) | P     | Massimo Marconato |
|    | Italia (bandiera) | D     | Paolo Minardi     |
|    | Italia (bandiera) | D     | Manuel Montipò    |
|    | Italia (bandiera) | D     | Daniele Mordini   |
|    | Italia (bandiera) | C     | Mauro Neri        |
|    | Italia (bandiera) | D     | Enrico Pomini     |
|    | Italia (bandiera) | C     | Luca Puccini      |
|    | Italia (bandiera) | A     | Francesco Ricci   |
|    | Italia (bandiera) | C     | Francesco Ripaldi |
|    | Italia (bandiera) | A     | Fabio Sposito     |
|    | Italia (bandiera) | A     | Alberto Villa     |
|    | Italia (bandiera) | D     | Federico Zaccanti |